# Petra Pfaff
Petra Pfaff (ur. 16 października 1960 w Hoyerswerdzie) – niemiecka lekkoatletka płotkarka, startująca w barwach Niemieckiej Republiki Demokratycznej, medalistka mistrzostw świata i Europy.
Specjalizowała się w biegu na 400 metrów przez płotki. Na mistrzostwach świata w 1980 w Sittard zdobyła brązowy medal w tej konkurencji. Mistrzostwa te były rozgrywane tylko w dwóch konkurencjach kobiecych – biegu na 3000 metrów i biegu na 400 metrów przez płotki, które nie znalazły się w programie igrzysk olimpijskich w 1980 w Moskwie. Pfaff przegrała tylko ze swymi koleżankami z reprezentacji – Bärbel Broschat i Ellen Neumann.
Na mistrzostwach Europy w 1982 w Atenach wywalczyła srebrny medal na 400 metrów przez płotki za Ann-Louise Skoglund ze Szwecji. Na mistrzostwach świata w 1983 w Helsinkach zajęła 4. miejsce w finale biegu na tym dystansie. Uzyskała wówczas najlepszy czas w swojej karierze – 54,64.
Była mistrzynią NRD na 400 metrów przez płotki w 1980, wicemistrzynią w 1979, 1981, 1983 i 1984 oraz brązową medalistką w 1982.
Startowała w klubie SC Cottbus.